# 20102 Takasago
20102 Takasago (tên chỉ định: 1995 BP15) là một tiểu hành tinh vành đai chính. Nó được phát hiện bởi Tsutomu Seki ở Geisei Observatory ở Kōchi, Kōchi Prefecture, Nhật Bản, ngày 31 tháng 1 năm 1995. Nó được đặt theo tên thành phố thuộc Takasago ở Hyōgo Prefecture, Nhật Bản.